# Volker Rühe

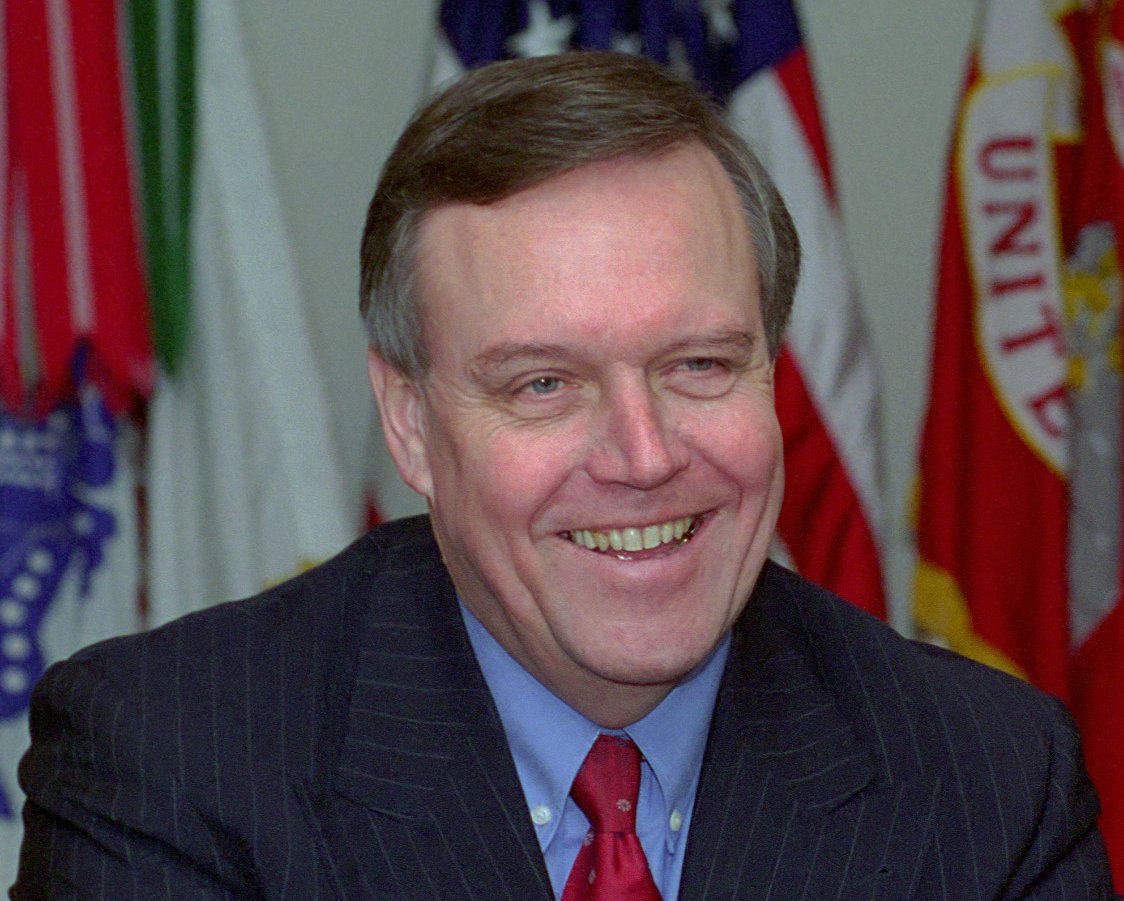
Volker Rühe (2001)

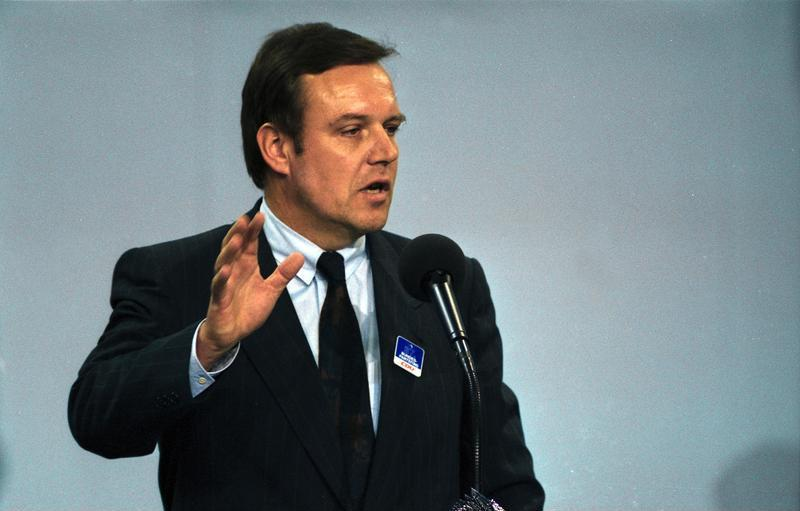
Volker Rühe (1989)

Volker Rühe (* 25. September 1942 in Hamburg) ist ein deutscher Politiker (CDU). Er war von 1989 bis 1992 Generalsekretär der CDU und von 1992 bis 1998 Bundesminister der Verteidigung. International ist er dafür bekannt, gemeinsam mit Helmut Kohl und dem damaligen Bundesaußenminister Klaus Kinkel die NATO-Osterweiterung vorangetrieben zu haben.
Seit 2007 arbeitet er als Berater für die Private-Equity-Gesellschaft Cerberus.

## Leben und Beruf
Rühe wurde in Hamburg-Harburg als Sohn eines Gymnasiallehrers geboren und wuchs dort auf. 1960 besuchte er für einige Wochen das Hurstpierpoint College in Sussex. Nach dem Abitur 1962 am Friedrich-Ebert-Gymnasium in Hamburg-Heimfeld absolvierte er von 1962 bis 1968 ein Lehramtsstudium in den Fächern Deutsch und Englisch an der Universität Hamburg, welches er 1968 mit dem ersten und 1970 mit dem zweiten Staatsexamen für das höhere Lehramt beendete. Vom Wehrdienst wurde er aufgrund seines Studiums zurückgestellt und dann später seines Alters wegen nicht mehr eingezogen. Bis 1976 war Rühe als Lehrer wiederum am Friedrich-Ebert-Gymnasium in Hamburg tätig, zuletzt als Oberstudienrat.
Rühe arbeitet als Berater für die Private-Equity-Gesellschaft Cerberus. Er war Mitglied in Helmut Schmidts Freitagsgesellschaft.
Rühe ist verheiratet mit Anne Rühe und hat drei Kinder.

## Partei

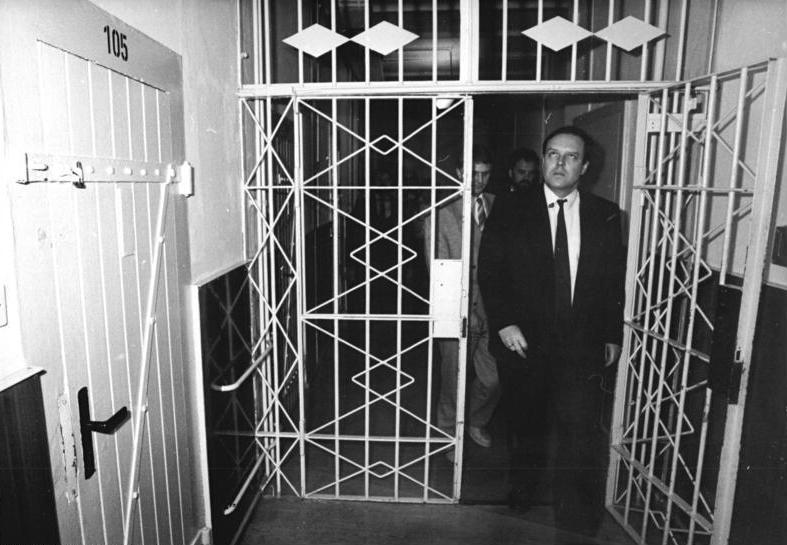
Rühe bei einer Besichtigung der Haftanstalt Bautzen II, 1990

Seit 1963 ist Rühe Mitglied der CDU. Von 1972 bis 1974 war er Vorsitzender der Arbeitsgemeinschaft Christlich-demokratischer und konservativer Jugendverbände (DEMYC). Von 1973 bis 1975 gehörte er dem Bundesvorstand der Jungen Union an. Zwischen 1983 und 1989 war er Vorsitzender des Bundesfachausschusses Außen- und Sicherheitspolitik der CDU. Danach übernahm er von 1989 bis 1992 unter dem Parteivorsitzenden Helmut Kohl den Posten des Generalsekretärs der CDU. Im September 1991 forcierte Rühe die Asyldebatte, indem er in einem Rundschreiben an alle Kommunalpolitiker seiner Partei am 12. September dazu aufforderte, die Asylpolitik zum Thema zu machen, und dazu standardisierte Argumentationsleitfäden, Parlamentsanträge, Musteranfragen und Presseerklärungen verschickte. Unter anderem sollten Fälle herausgestellt werden, „in denen Asylbewerber staatliche Leistungen unberechtigterweise mehrfach in Anspruch genommen haben“. Die Süddeutsche Zeitung kommentierte, wer dies gelesen habe, wisse „endgültig, wie man generalstabsmäßig Neid und Wut produziert. Und wenn dann bei einer Horde Wirrköpfen (die sich nach solchen Debattenbeiträgen in bester Gesellschaft wähnen) aus Neid Hass wird, stehen die Generalstäbler betroffen da und wundern sich über die plötzlich ausgebrochene Gewalt“. Von November 1998 bis Februar 2000 war er stellvertretender Bundesvorsitzender der CDU.

## Abgeordneter
Von 1970 bis 1976 war er Mitglied der Hamburgischen Bürgerschaft; 1973 war er stellvertretender Fraktionsvorsitzender; von 1976 bis 2005 war er Mitglied des Deutschen Bundestages. Hier war er von 1982 bis 1989 sowie von 1998 bis 2002 stellvertretender Vorsitzender der CDU/CSU-Bundestagsfraktion. Von November 2002 bis Oktober 2005 war er Vorsitzender des Auswärtigen Ausschusses.
Rühe zog stets über die Landesliste Hamburg in den Deutschen Bundestag ein. Bei der Bundestagswahl 2005 trat er nicht mehr an, was er mit erheblichen Differenzen mit seiner Parteiführung in verschiedenen außenpolitischen Fragen begründete, so befürwortete Rühe zu dieser Zeit im Gegensatz zum Großteil seiner Partei einen EU-Beitritt der Türkei.

## Öffentliche Ämter
Zum 1. April 1992 wurde Rühe als Bundesminister der Verteidigung in das Kabinett Kohl IV unter Bundeskanzler Helmut Kohl berufen. Rühe folgte Gerhard Stoltenberg (1928–2001), der am Tag zuvor zurückgetreten war. Er blieb Verteidigungsminister bis zum Ende der Legislaturperiode 1994–1998 (Kabinett Kohl V).
In Rühes Amtszeit fiel die strategische Neuausrichtung der Bundeswehr sowie der NATO nach dem Ende des Ost-West-Konflikts. Erste deutsche Beteiligungen an UN-Missionen in Somalia und Kambodscha beschränkten sich auf die Stellung von Sanitätstruppen. Die Beteiligung der NATO im UN-Auftrag am Bosnienkrieg löste eine innenpolitische Diskussion über die Vereinbarkeit deutscher Militäreinsätze mit dem Grundgesetz aus, in der Rühe mit der CDU/CSU eine Verfassungsänderung mit der Festschreibung von Einsatzoptionen der Bundeswehr befürwortete. Das „Out-of-Area-Urteil“ des Bundesverfassungsgerichts vom 12. Juli 1994 über die Auslandseinsätze der Bundeswehr schuf dann die Voraussetzungen, ohne Grundgesetzänderung die Bundeswehr im Rahmen von UN- und NATO-Operationen einzusetzen, was im Bosnienkrieg mit den Maßnahmen zur Luftraumüberwachung (Operation Maritime Monitor, Operation Deny Flight, Operation Deliberate Force) und zur Friedenssicherung (IFOR, SFOR) erstmals stattfand.
Auch an der Neuorientierung der NATO hatte Rühe entscheidenden Anteil, da er gemeinsam mit Helmut Kohl und dem damaligen Bundesaußenminister Klaus Kinkel in jahrelangen Verhandlungen sowohl die zögernde US-Regierung (Kabinett Clinton) als auch die europäischen NATO-Partner von der Notwendigkeit einer schnellen Ausweitung der NATO nach Osten überzeugen konnte.
Er war Spitzenkandidat der CDU für das Amt des Ministerpräsidenten
bei der Landtagswahl in Schleswig-Holstein am 27. Februar 2000; die CDU erhielt aber fast 8 Prozentpunkte weniger als die SPD mit Amtsinhaberin Heide Simonis. Rühe hatte in Umfragen vor der Wahl lange Zeit klar vor Simonis gelegen; die Aufdeckung der CDU-Spendenaffäre um Ex-Kanzler Helmut Kohl im Frühjahr 2000 brachte Rühe und die CDU um den sicher geglaubten Sieg.
Nach dem Rücktritt Wolfgang Schäubles als Vorsitzender der CDU und der CDU-Bundestagsfraktion galt Rühe zeitweise als möglicher Nachfolger; dann aber wurde die damalige CDU-Generalsekretärin Angela Merkel CDU-Vorsitzende und Friedrich Merz wurde Fraktionsvorsitzender.
Stand 2017 ist Rühe Mitglied des European Leadership Network (ELN) und leitete die im April 2014 eingesetzte Kommission des Bundestages, die über eine Lockerung des Parlamentsvorbehalts bei Auslandseinsätzen der Bundeswehr (siehe Parlamentsbeteiligungsgesetz) berät.

## Positionen, Sonstiges
Volker Rühe gilt als Atlantiker, also als Befürworter einer engen deutschen Bindung zu den Vereinigten Staaten, und spricht sich für eine Verzahnung der Außen- und Sicherheitspolitik aus. Als Verteidigungsminister favorisierte er die Idee einer Zusammenarbeit von Antonow und Airbus mit dem Ziel, das bereits als Prototyp vorhandene ukrainische Transportflugzeug Antonow An-70 weiterzuentwickeln, anstatt Airbus allein mit dem Neubau eines „Future Large Aircraft“ zu beauftragen. Im Juli 2011 forderte Rühe, einen von der schwarz-gelben Bundesregierung befürworteten Verkauf von 200 Leopard-2-Panzern an Saudi-Arabien nicht zu tätigen.
Rühe ist (Stand: Mitte 2019) Vorsitzender der „Kommission zur Überprüfung und Sicherung der Parlamentsrechte bei der Mandatierung von Auslandseinsätzen der Bundeswehr“ des Deutschen Bundestages.
Er war eine Zeit lang mit der späteren Nachrichtensprecherin Dagmar Berghoff liiert.

## Veröffentlichungen
- mit Dieter Biallas und Hans-Ulrich Klose: SPD – CDU – FDP. Beiträge zur Grundsatzprogrammatik der politischen Parteien. Lütcke & Wulff, Hamburg 1974.
- mit Karsten Voigt: Mehr Vertrauen – weniger Waffen. Militärische Entspannung in Europa aus sowjetischer und deutscher Sicht. Mit einer Dokumentation von Eberhard Schneider. Bonn Aktuell, Stuttgart 1987, ISBN 3-87959-306-X.
- Deutschlands Verantwortung – Perspektiven für das neue Europa. Ullstein, Frankfurt am Main 1994, ISBN 3-550-07069-1.
- Die Bundeswehr der Zukunft. In: Marion Dönhoff (Hrsg.): Was steht uns bevor? Mutmaßungen über das 21. Jahrhundert. Aus Anlaß des 80. Geburtstages von Helmut Schmidt. Siedler, Berlin 1999, ISBN 3-88680-671-5, S. 35–42.
- Der 11. September 2001. Neues Selbstverständnis amerikanischer Außenpolitik. In: Internationale Politik Bd. 56 (2001), H. 12, S. 37–42.
- Füreinander wichtig sein: Zeit für Nüchternheit. Die transatlantische Beziehung braucht ein neues Fundament. In: Internationale Politik Bd. 60 (2005), H. 3, S. 58–64.